# Сен-При, Франсуа Эммануэль
Граф Франсуа Эммануэль Гиньяр де Сен-При (фр. François-Emmanuel Guignard, comte de Saint-Priest; 1735 — 1821) — французский дипломат и государственный деятель из рода Сен-При.

## Биография
Принимал участие в Семилетней войне. После заключения мира (1763) занял пост посланника в Португалии, откуда переведен был в Константинополь (1768). Там вступил в брак с дочерью австрийского посла графа Лудольфа.

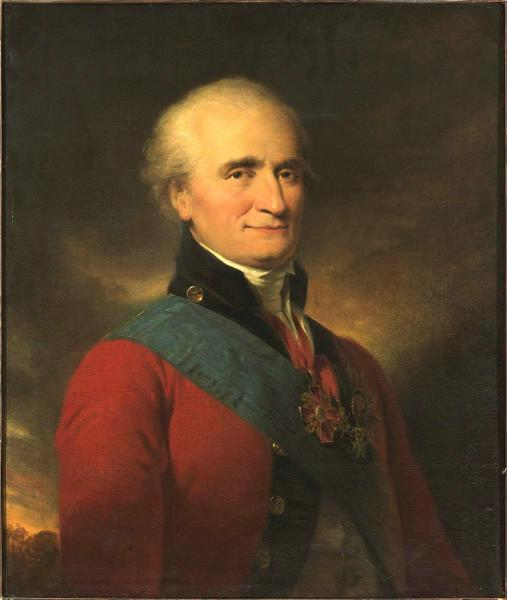
Портрет работы неизвестного художника (конец 18 - начало 19 вв)

В 1774 г. он принимал деятельное участие, как посредник, при заключении Кючук-Кайнарджийского мира между Россией и Турцией, за это императрица Екатерина II наградила его орденом Андрея Первозванного и орденом Святого Александра Невского. Позже был несколько месяцев посланником в Голландии, затем министром без портфеля в кабинете Неккера (1788).
После взятия Бастилии был министром внутренних дел. Сторонник конституционной монархии и умеренных реформ, он оказался поставленным между сторонниками королевского абсолютизма и людьми, требовавшими радикальных реформ старого строя. В 1790 г. сложил с себя обязанности и эмигрировал; посетил крупные европейские центры, чтобы образовать коалицию против Франции; позже состоял при графе Прованском (будущем короле Людовике XVIII) в качестве министра двора.
Некоторое время жил в России. Во время Империи тщетно просил разрешения возвратиться на родину. Во время Ста дней жил в уединении; при Второй реставрации заседал в палате пэров. Он оставил трактат «Examen des assemblées provinciales» (Обследование провинциальных ассамблей, 1787) и мемуары.

## Награды
- Орден Святого Иоанна кавалер (по малолетству с 16 марта 1739)
- Орден Святого Людовика кавалер
- Орден Святого Александра Невского (15 апреля 1779)
- Орден Святого апостола Андрея Первозванного (15 апреля 1779)
- Орден Святого Иоанна Иерусалимского почётный кавалер (10 декабря 1798)

## Семья
С 1774 года был женат на графине Вильгельмине Констанции фон Лудольф (1752—1807), дочери австрийского посла в Португалии. В браке имели детей:
- Эмманюэль (1776—1814), в Отечественную войну 1812 года сражался на стороне русских.
- Анастасия Эмилия (1781—1861), с 1797 года жена маркиза де Дакса, мэра Монпелье, при котором в городе возник музей Фабра.
- Шарль Арман (1782—1863), Подольский и Херсонский губернатор.
- Эмманюэль Луи, герцог д’Альманца (1789—1881) — посол короля Франции Карла X в Испании.

Племянник — граф Д'Антрег (1753—1812), тайный агент графа д’Артуа, состоявший на русской дипломатической службе, депутат последних Генеральных штатов.